# Есаян, Хачатур Акопович
Хачатур Акопович Есаян (арм. Խաչատուր Հակոբի Եսայան; 29 августа [11 сентября] 1909, Карс, Кавказский край — 24 апреля 1977, Ереван) — армянский советский живописец, театральный художник. Специализировался на пейзажах. Народный художник Армянской ССР (1965).

## Биография
В 1926 году закончил Промышленный техникум Еревана. С 1923 по 1926 год художник проходит обучение в Ереванском художественном техникуме. В 1926 году поступает на обучение в Московский энергетический институт. На протяжении 1941—1949 годов преподаёт в Ереванском художественном техникуме. Художник принимает активное участие в выставках начиная с 1940 года.
С 1940-х годов Есаян много работает в области театрально-декорационного искусства для театров Еревана, Ленинакана и других городов. Он создал оформление спектакля «Геворк Марзпетуни» по роману Григора Мурацана, опер «Давид Бек» А. Тиграняна, «Кармен» Ж. Бизе, «Царь Эдип» И. Стравинского, «Лючия ди Ламмермур» Г. Доницетти, «Алмаст» А. Спендиарова, а также был художником фильма «Клятва священника» («Арменфильм») и некоторых других. Декорации художника отличались лиризмом пленэрных сцен, лаконизмом решения сценического пространства.
Жил и работал в Ереване. Умер в 1977 году.
Жена Рузанна Тиграновна Вартанян,  народная артистка Армянской ССР (1945).

## Награды
- заслуженный деятель искусств Армянской ССР (1956)
- народный художник Армянской ССР (1965)
- орден «Знак Почёта» (27.06.1956)

## Важные выставки
- «Всесоюзная художественная выставка» (Москва, 1946);
- «Всесоюзная художественная выставка» (Москва, 1947);
- «Всесоюзная художественная выставка» (Москва, 1949);
- «Всесоюзная художественная выставка» (Москва, 1951);
- «Всесоюзная художественная выставка» (Москва, 1955).

## Основные произведения
- «Ереван. Площадь Ленина» (1953);
- «Арарат у моего окна»[6];
- «Арарат в лунную ночь»[7];
- «Ивы» (1959);
- «Утро»[8];
- «Фиалки у моего окна»[9].